# Taborinsky (huyện)
Huyện Taborinsky (tiếng Nga: ? райо́н) là một huyện hành chính tự quản (raion), của Tỉnh Sverdlovsk, Nga. Huyện có diện tích 11279 kilômét vuông, dân số thời điểm ngày 1 tháng 1 năm 2000 là 5800 người. Trung tâm của huyện đóng ở Tabory.